# 亀井文夫
亀井 文夫（かめい ふみお、1908年4月1日 - 1987年2月27日）は、日本の映画監督。

## 経歴・人物
福島県原町（現・南相馬市）生まれ、幼少時に仙台市門前町に転居し、南材木町尋常小学校(現・仙台市立南材木町小学校）に通う。早稲田中学校卒業。
1928年 - 文化学院大学部を中退後、ソビエト美術を学ぶため1929年にソビエトへ渡る。ソビエトで見た映画に感動し、映画の道を志し、レニングラード映画技術専門学校の聴講生になったのが映画監督になるきっかけ。
特に記録映画の分野で活躍し、社会派の記録映画とともに、自然科学分野の記録映画、企業映画などもつくった。日中戦争では反戦的ともみえる映画を撮ったことで上映禁止処分や治安維持法違反で逮捕・投獄を受ける要因となり、戦後は日本の帝国主義侵略を告発した映画がときの権力層の何らかの忌諱に触れ、GHQから上映禁止処分を受ける要因となっている。その後も、純粋な科学記録映画のほかに、左派政治性の強いものからエコロジーに基づくものまで進歩的な社会映画を撮り続けている。1960年代半ば、一時映画を離れ、古美術店を経営する。

## 略歴
- 1933年 - ソ連留学時代に罹った肺結核回復後、東宝の前身である写真化学研究所（PCL）に入社。
- 1935年 - 『姿なき姿』で監督デビュー。
- 1938年 - 『上海』『北京』。『上海』では単純に戦勝を祝うのではなく戦争の惨禍をにじませ、物議を醸す。
- 1939年 - 軍部の依頼と後援で監督した『戦ふ兵隊』は戦場の困苦を描き厭戦的だとして上映禁止。
- 1941年 - 映画人のなかで唯一、治安維持法違反容疑による検挙・投獄、演出家資格抹消を経験[5]。
- 1946年 - 過去のニュース映画をつなぐことで帝国主義と天皇のもとでの日本の侵略性とその歴史を批判的に描いた『日本の悲劇』を吉見泰と共同で編集したが、GHQによって上映禁止処分[6]。
- 1947年 - 山本薩夫との共同監督の『戦争と平和』上映。東宝争議に巻き込まれる。
- 1949年 - 『女の一生』監督。
- 1950年 - 連合国軍最高司令官総司令部指令によるレッドパージの対象者となるが[7]、山本薩夫らとともに独立プロダクション新星映画社で活動。
- 1952年 - 劇映画『母なれば女なれば』監督。
- 1953年 - 劇映画『女ひとり大地を行く』、『基地の子たち』監督。
- 1954年4月、独立プロ「日本ドキュメントフィルム」を創立。
- 1956年 - 『生きていてよかった』、『麦死なず』。
- 1957年 - 『流血の記録――砂川』。撮影スタッフのひとりとして、勅使河原宏が参加[2]
- 1957年 - 『世界は恐怖する――死の灰の正体』[8]
- 1960年 - 『人間みな兄弟　部落差別の記録』。
- 1966年 - 日本航空が企画したPR映画『日本の翼』。
- 1986年 - 『生物みなトモダチ――トリ・ムシ・サカナの子守歌』

## 著書
- 『たたかう映画―ドキュメンタリストの昭和史』　岩波新書, 1989年